# Andy J. J. Hens
Andy J. J. Hens (* 1966 in Menden) ist ein belgischer Fotograf.

## Leben und Werk
Hens wurde im Sauerland in eine belgische Familie hineingeboren. Er machte eine Ausbildung zum Fotografen und absolvierte 1996 die Meisterprüfung mit der Bestnote. Anschließend startete Andy Hens als Ausbilder der Handwerkskammer Dortmund für die Überbetriebliche Ausbildung der Lehrlinge im Fotografenhandwerk und leitet die Meisterschule für Berufsfotografen. Andy Hens engagiert sich seit vielen Jahren für die Ausbildung und Entwicklung von professionellen Fotografen. Er übt das Ehrenamt als Lehrlingswart der Berufsfotografen in Westfalen aus, ist stellvertretender Bundesinnungsmeister des Centralverbandes der deutschen Berufsfotografen (CV) und Sprecher des europäischen Fotografenverbandes Federation of European Professional Photographers (FEP). Zudem ist Hens seit 2013 Vizepräsident des Centralverbands Deutscher Berufsfotografen.
Andy J. J. Hens wurde 2009 von der Federation of European Professional Photographers (FEP) mit dem Master Qualified European Photographer (MQEP) im Bereich Kunstfotografie ausgezeichnet. Seine zwölfteilige Serie von Polaroid SX-70-Bildern ist unter Wasser und durch Doppelbelichtungen entstanden. Es handelt sich bei den Fotografien um Unikate.
Andy J. J. Hens wurde 2017 von der Federation of European Professional Photographers (FEP) mit dem zweiten Master Qualified European Photographer (MQEP) im Bereich CGI ausgezeichnet.
Der in Iserlohn lebende Fotograf Andy Hens wurde 2014 in New York vom International Photographic Council (IPC) mit dem IPC-Leadership-Award ausgezeichnet. Die Auszeichnung erhielt Hens für seine Arbeiten im Bereich Computer Generated Imagery (CGI).
2016 zeigte die Städtische Galerie Iserlohn Fotos von Andy J. J. Hens.